# Kajdu
Kajdu (mongolsko ᠬᠠᠢᠳᠤ Qaydu, Mongolska cirilica: Хайду; kitajsko: 海都; pinjin: Hǎidū) (c. 1230 – 1301) je bil pravnuk mongolskega kagana  Ögedeja (1185–1241) in zato vodja dinastije Ögedej in de facto kan Čagatajskega kanata, dela Mongolskega cesarstva. Vladal je delu sodobnega Šindžjanga in Centralne Azije v 13. stoletju, ter se aktivno zoperstavljal svojemu stricu, Kublaj kanu, ki je ustanovitelj Juan dinastije na Kitajskem, vse do svoje smrti leta 1301. 

## Zgodnje življenje
Kajdu je bil Kašinov sin (čigar ime se piše tudi Qashi)  in zato vnuk Ögedei Kana in Töregene Hatune ter pravnuk Džingis-kana in Börteje. Njegovi materi je bilo ime Šabkana Hatun iz planinskega plemena Bekrin (Mekrin), ki niso bili "niti Mongoli ne Ujgurji".
Leta 1260 je Marco Polo opisal Jarkand, del območja pod Kajdujem, kot "pet dni potovanja razprostranjeno"; da so bili njeni prebivalci večinoma muslimani, čeprav je bilo tudi nekaj Nestorijanev in Jakobitskih Asircev; in da je imela veliko hrane in drugih potrebščin, »predvsem bombaža«. V toluidski državljanski vojni med letoma 1260 in 1264 se je Kublaj-kan spopadal s svojim bratom Arikom Bökejem, ki je bil v Karakorumu razglašen za velikega kana, Kajdu je prišel v velike konflikte s Kublajem in njegovim zaveznikom Ilkhanatom.
Medtem je Čagatajidski kan Alghu, ki je podpiral Kublaja kot Kagana, opustošil dežele Kajduja. To je Kajduja prisililo v zavezništvo z Berkejem, kanom Zlate horde.

## Osvajanje Transoksanije
Po porazu Arika Bökeja leta 1264 je Kublaj poklical Kajduja na svoj dvor, morda zato, da bi razpravljal o prihodnosti cesarstva in dal Kajdu njegov delež Ögedejske apanaže na Kitajskem. Toda Kajdu se je izogibal odhodu na njegov dvor in je rekel, da so njegovi konji prešibki, da bi lahko prenašali dolge razdalje. Ker je Džingis-kan sprejel zakon, po katerem morajo vse veje družine odobriti podelitev naziva Veliki kan, je bila Kajdujeva nenaklonjenost stalna ovira za Kublajeve ambicije.
Leta 1266 je bil Barak poslan v Srednjo Azijo, da bi zasedel prestol Čagataja. Kublaj je leta 1268 spodbudil Baraka, da ga napade. Sprva je Barak premagal Kajduja, vendar je prvega premagal drugi s pomočjo Möngke-Temürja, naslednika Berkeja. Ko je Barak napredoval proti Kajdu, je slednji postavil past za napadalce na bregu Sir Darje (nekdanji Jaksartes (Iaxartes)) in premagal njegove sile. Transoksanijo je nato opustošil Kajdu. Barak je pobegnil v Samarkand, nato v Buharo, ob tem pa je plenil mesta, da bi obnovil svojo vojsko. Ta dejanja so vznemirila Kajduja, ki ni želel, da bi bila regija še dodatno opustošena. Kajdu je moral tudi osvoboditi svojo vojsko za morebitni konflikt s Kublajem. Zato je bil predlagan mir in guvernerja iz območij kanata, Mas'ud Beg in Daifu, sta pritiskala na Baraka, naj sprejme. To je storil in razglašen je bil mir, čeprav si viri nasprotujejo času in lokaciji. Rashid al-Din trdi, da je srečanje potekalo spomladi leta 1269 v Talasu, medtem ko Wassaf piše, da je potekalo okoli leta 1267 južno od Samarkanda. Kakorkoli že, dve tretjini Transoksanije sta bili podeljeni Baraku, druga tretjina pa je pripadla Kajdu in Mengu-Timurju. Kajdu je pridobil tudi nadzor nad regijo okoli Buhare. Nobena stran ni pridobila nadzora nad mesti; upravljanje teh je namesto tega prešlo na Mas'ud Bega, medtem ko sta se Barak in Kajdu strinjala, da bosta prebivala le v puščavah in gorah.

## Kasnejši porazi in smrt
Kajdu je prepričal Baraka, da napade Perzijo pod Ilkhanidi. Barak je pri Heratu 22. julija 1270 doživel velik poraz proti Abagi. Barak je umrl na poti, da bi srečal Kajduja, ki je čakal na njegovo slabost. Čagatajidski knezi, vključno z Mubarak Šahom, so se podredili Kajdu in ga razglasili za svojega vladarja. Barakovi sinovi so se uprli Kajdu, vendar so bili poraženi. Mnogi čagatajidski knezi so pobegnili v Ilkhanat. Kajdujev zgodnji poskus vladanja Čagatajidom se je soočil z resnim odporom. Mongolski knezi, kot je Negübei, ki ga je imenoval za kana iz hiše Čagataj, so se večkrat uprli. Stabilen nadzor je prišel, ko je Duwa postal kan, ki je leta 1282 postal njegova številka dva.
Leta 1275 je Kajdu napadel Urumči in zahteval njegovo podreditev, a se je budistični Idikut uprl. Kublaj je poslal sile za pomoč, da bi ga izgnali. Kublajev sin Nomukan in generali so zasedli Almalik od leta 1266–76, da bi preprečili Kajdujevo invazijo. Leta 1277 se je skupina džingisidskih knezov pod vodstvom Möngkejevega sina Širegija uprla in ugrabila Kublajeva dva sinova in njegovega generala Antonga. Uporniki so Antonga izročili Kajdu, kneze pa Möngke-Temürju. Vojske Velikega kana so pregnale Širegijeve sile zahodno od gora Altaja in okrepile garnizone Juan v Mongoliji in Šindžijangu. Vendar je Kajdu prevzel nadzor nad Almalikom.
Čeprav je imel Kajdu štirinajst sinov, se je za nasvete in pomoč pri vojaških zadevah zanašal predvsem na svojo hčer Khutulun.
Kajdu je več kot 30 let vodil skoraj neprekinjeno vojno proti Kublaju in njegovemu nasledniku Temürju, čeprav je na koncu padel leta 1301, ko je bil med bitko pri Karakorumu poražen in ranjen in je kmalu zatem umrl.

## Poglej tudi
- Vojna Kajdu-Kublaj
- Delitev mongolskega cesarstva